# NHK東京放送會館

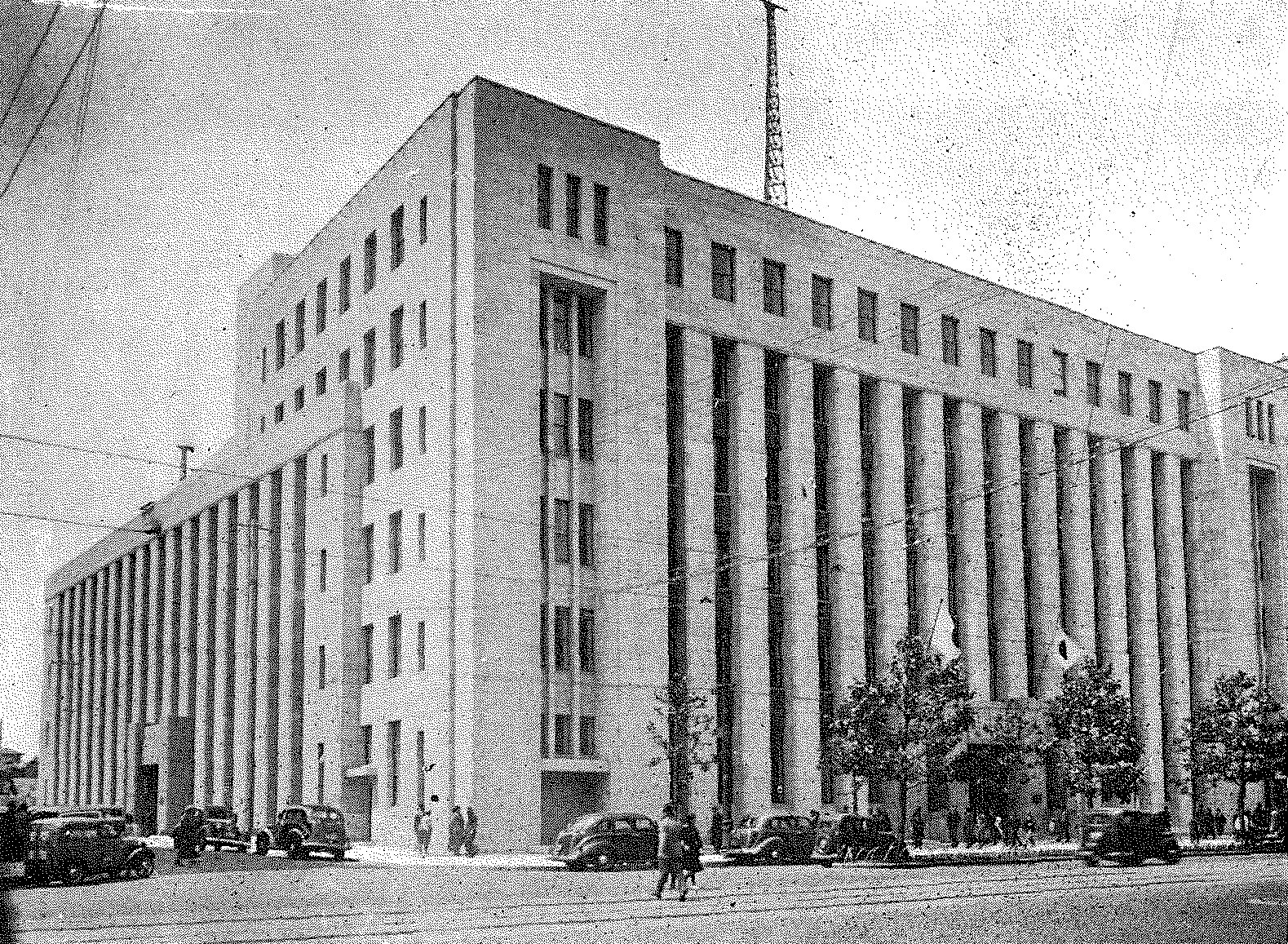
NHK東京放送会館

NHK東京放送会館（日语：NHK東京放送会館，エヌエイチケイとうきょうほうそうかいかん）是日本放送協會（NHK）在1938年至1973年的總部建築，位於東京都千代田區內幸町。這座建築由山下壽郎建築事務所設計，1935年動工，1938年竣工啟用。施工由竹中工務店擔當。1964年東京奧運後，NHK遷入位於澀谷區神南的NHK广播电视中心。NHK東京放送會館的三座建築以354億6,312萬700日元的價格出售給三菱地所，並在1973年停用。1978年，該建築被拆除改建為日比谷城。